# 短吻帆蜥魚
短吻帆蜥魚（学名：Alepisaurus brevirostris）為輻鰭魚綱仙女魚目帆蜥魚亞目帆蜥魚科的一種，分布於全球各大洋海域，深度640-1591公尺，本魚背部深褐色、腹部灰白色，背部具有水平排列的白色斑點，體長可達96公分，棲息在中層水域，屬肉食性，以魚類及磷蝦為食，生活習性不明。